# Trịnh Vệ Bình
Trịnh Vệ Bình (tiếng Trung: 鄭衛平; bính âm: Zhèng Wèipíng; sinh năm 1955) là Thượng tướng Quân Giải phóng Nhân dân Trung Quốc (PLA). Ông là Ủy viên Ủy ban Trung ương Đảng Cộng sản Trung Quốc khóa XIX, nguyên là Chính ủy Quân chủng Chi viện Chiến lược Quân Giải phóng Nhân dân Trung Quốc. Trước đó, ông giữ chức Chính ủy Chiến khu Đông bộ Quân Giải phóng Nhân dân Trung Quốc và Chính ủy Quân khu Nam Kinh.

## Tiểu sử
Trịnh Vệ Bình sinh năm 1955 ở huyện Vạn Vinh, thành phố Vận Thành, tỉnh Sơn Tây. Ông gia nhập Quân Giải phóng Nhân dân Trung Quốc (PLA) năm 1970 và từng có thời gian làm Thư ký cho Thượng tướng Lý Kế Nại.
Năm 2002, Trịnh Vệ Bình giữ chức Chính ủy Viện nghiên cứu sinh, Đại học Quốc phòng Trung Quốc. Năm 2003, ông được bổ nhiệm làm Chủ nhiệm bộ nghiên cứu giáo dục công tác chính trị quân đội và xây dựng quân đội, Đại học Quốc phòng Trung Quốc. Năm 2005, ông được điều chuyển làm Chính ủy Tập đoàn quân 41, Quân khu Quảng Châu. Tháng 9 năm 2007, Trịnh Vệ Bình được bổ nhiệm làm Chủ nhiệm Cục Chính trị Quân khu Quảng Châu.
Tháng 10 năm 2012, Trịnh Vệ Bình được bổ nhiệm làm Chính ủy Quân khu Nam Kinh. Ngày 14 tháng 11 năm 2012, tại Đại hội Đảng Cộng sản Trung Quốc lần thứ 18, ông được bầu làm Ủy viên Ban Chấp hành Trung ương Đảng Cộng sản Trung Quốc khóa XVIII. Ngày 31 tháng 7 năm 2015, Trịnh Vệ Bình được phong quân hàm Thượng tướng, hàm cao nhất trong Quân Giải phóng Nhân dân Trung Quốc (PLA).
Tháng 2 năm 2016, Chủ tịch Quân ủy Trung ương Tập Cận Bình tuyên bố giải thể 7 đại Quân khu gồm Bắc Kinh, Thẩm Dương, Tế Nam, Nam Kinh, Quảng Châu, Lan Châu và Thành Đô để thiết lập lại thành 5 Chiến khu, là Chiến khu Đông, Chiến khu Bắc, Chiến khu Nam, Chiến khu Tây và Chiến khu Trung ương; Trịnh Vệ Bình được bổ nhiệm làm Chính ủy Chiến khu Đông bộ Quân Giải phóng Nhân dân Trung Quốc.
Tháng 9 năm 2017, Trịnh Vệ Bình được miễn nhiệm chức vụ Chính ủy Chiến khu Đông bộ, kế nhiệm ông là Trung tướng Hà Bình. Cũng trong tháng 9 năm 2017, ông được điều chuyển giữ chức vụ Chính ủy Quân chủng Chi viện Chiến lược Quân Giải phóng Nhân dân Trung Quốc, thay cho Thượng tướng Lưu Phúc Liên.
Ngày 24 tháng 10 năm 2017, tại Đại hội Đảng Cộng sản Trung Quốc lần thứ XIX, Trịnh Vệ Bình được bầu làm Ủy viên Ban Chấp hành Trung ương Đảng Cộng sản Trung Quốc khóa XIX.